# نيار (شرقي أردبيل)
نیار (بالفارسية: نیار) هي قرية تقع في إيران في أردبيل. يقدر عدد سكانها بـ 8,405 نسمة .